# 1308
1308 (MCCCVIII) a fost un an bisect al calendarului iulian, care a început într-o zi de miercuri.

## Evenimente
- 1 aprilie: După desființarea Ordinului templierilor, conducerea asupra Villers-le-Temple (lângă Liège) este acordată cavalerilor de Malta.
- 1 mai: După asasinarea lui Albert I de Habsburg de către nepotul său, Ioan de Suabia, Frederic și Leopold de Habsburg devin duci de Austria și Stiria; declinul puterii Habsburgilor în zona Rinului superior.
- 5 mai: Statele Generale aprobă măsurile regelui Filip al IV-lea cel Frumos al Franței luate împotriva templierilor.
- 20 mai: Asaltați în Caffa de către mongolii Hoardei de Aur, genovezii incendiază orașul cu mâinile lor și se refugiază la bordul navelor aflate în port.
- 6 octombrie: Eșecul conspirației lui Corso Donati, la Florența.
- 13 octombrie: Teutonii reușesc să ocupe orașul Gdansk, masacrând populația poloneză de acolo; gura Vistulei și întreaga Pomeranie este cucerită, închizând ieșirea Poloniei la Marea Baltică.

### Nedatate
- Constituirea târgurilor din Montbrison, de către contele de Forez.
- Interzicerea sectei budiste secrete a "Lotusului Alb", în China.
- Începe reluarea persecuțiilor antibudiste în Cambodgia.
- Luptând împotriva competitorilor săi la tronul Ungariei, regele Carol Robert de Anjou se bazează pe mica nobilime, luând măsuri contra marii nobilimi din regat; regele ocupă fortărețele dușmanilor săi, refugiați în Slovacia: Komarno, Nitra și Trencin.
- Mistra devine reședința despotatului Moreei.
- Musulmanii din India supun Dekkan și întreaga Indie de sud, până la hotarele cu statul Pândya; suveranii din sud sunt supuși la un tribut anual față de sultanatul de Delhi.

## Arte, științe, literatură și filosofie
- 17 iunie: Începe construirea podului din Cahors, în Franța.
- Ibn Mansour încheie realizarea unui dicționar arab, în 12 volume.
- Mutarea Universității din Lisabona, la Coimbra.
- Papa Clement al V-lea recunoaște oficial Universitatea din Pérouse.

## Nașteri
- Gheorghe al II-lea, cneaz de Halici-Volynia (d. ?)
- Longchenpa, învățător budist (d. 1363).
- Mastino al II-lea dalla Scala, viitor senior de Verona (d. 1351).
- Michele Morosini, doge de Veneția (d. 1382).
- Ștefan al IV-lea Dușan, țar al Serbiei (d. 1355).
- Wang Meng, pictor chinez (d. ?)

## Decese
- 31 ianuarie: Azzo al VIII-lea, marchiz de Este (n. ?)
- 1 mai: Albert I de Austria, 52 ani (n. 1255)
- 6 octombrie: Corso Donati, om politic din Florența (n. ?)
- 8 noiembrie: John Duns Scotus, 41 ani, teolog și filosof scoțian (n. c. 1266)
- 21 decembrie: Henric I de Hessa, 63 ani,  (n. 1244)
- Ibn al-Zybayr, 46 ani, poet și scriitor musulman din Andaluzia (n. 1261)

- Vahtang al III-lea, 31 ani, rege al Georgiei (n. 1276)

## Înscăunări
- 15 noiembrie: Henric al VII-lea de Luxemburg, rege al romanilor (1308-1313).
- 28 decembrie: Hanazono, împărat al Japoniei în perioada Kamakura (1308-1318).